# 30-sai Dōtei da to Mahō Tsukai ni Nareru Rashii
30-sai Dōtei da to Mahō Tsukai ni Nareru Rashii (30歳まで童貞だと魔法使いになれるらしい Sanjūsai made Dōtei Da to Mahōtsukai ni Nareru Rashii?) es una serie de manga japonesa escrita e ilustrada por Yuu Toyota.
Una adaptación dramática televisiva de acción real se emitió del 9 de octubre al 24 de diciembre de 2020 en el bloque de programación MokuDra 25  de TV Tokyo, que disfrutó de altos índices de audiencia durante su transmisión. Posteriormente se lanzó una secuela del drama televisivo como película de acción real el 8 de abril de 2022. 
Una adaptación de la serie de televisión de anime producida por Satelight se emitió de enero a marzo de 2024.

## Sinopsis
Como nunca ha tenido relaciones sexuales en su vida, cuando Kiyoshi Adachi cumple 30 años se convierte en un "mago": desarrolla la capacidad de escuchar los pensamientos de otras personas tocándolas. Un día descubre que su popular compañero de trabajo, Yuichi Kurosawa, está enamorado de él. Mientras lidia con la incomodidad de poder escuchar los sentimientos bastante directos de Kurosawa hacia él, Adachi acepta cuánto lo valora Kurosawa y comienza a desarrollar sus propios sentimientos recíprocos.

## Personajes
Kiyoshi Adachi (安達 清 Adachi Kiyoshi?)
 Seiyū: Atsushi Abe (audio drama), Chiaki Kobayashi (anime)
Acción real: Eiji Akaso
Yuichi Kurosawa (黒沢 優一 Kurosawa Yūichi?)
 Seiyū: Takuya Satō (audio drama), Ryōta Suzuki (anime)
Acción real: Keita Machida
Masato Tsuge (柘植 将人 Tsuge Masato?)
 Seiyū: Kazuyuki Okitsu (audio drama), Makoto Furukawa (anime)
Acción real: Kodai Asaka
Minato Wataya (綿谷 湊 Wataya Minato?)
 Seiyū: Kōhei Amasaki (audio drama), Gen Satō (anime)
Acción real: Yutaro
Yuta Rokkaku (六角 祐太 Rokkaku Yuta?)
 Seiyū: Yusuke Shirai (anime)
Acción real: Takuya Kusakawa
Nozomi Fujisaki (藤崎 希 Fujisaki Nozomi?)
 Seiyū: Ami Koshimizu (anime)
Acción real: Suzunosuke
Kengo Urabe (浦部 健吾 Urabe Kengo?)
Acción real: Ryo Sato

## Contenido de la obra

### Anime
El 14 de julio de 2023 se anunció una adaptación de la serie de televisión de anime. Está producida por Satelight y dirigida por Yoshiko Okuda, con guiones escritos por Tomoko Konparu, diseños de personajes a cargo de Takahiro Kishida y música compuesta por Tomoki Hasegawa. La serie se emitió del 11 de enero al 28 de marzo de 2024 en TV Tokyo y BS TV Tokyo. El tema de apertura es "Hajimete wa Zenbu-kun ga Ii", interpretado por Koe ni Naranai yo, mientras que el tema de cierre es "Magical Love", interpretado por Chiaki Kobayashi y Ryōta Suzuki. Crunchyroll obtuvo la licencia de la serie fuera de Asia. Medialink obtuvo la licencia de la serie en el sur y sudeste de Asia y la transmitió en el canal de YouTube Ani-One Asia.
Se anunció una película recopilatoria de la serie después del episodio final del anime el 27 de marzo de 2024. Se estrenará en 2024.

## Recepción
Rebecca Silverman de Anime News Network elogió la historia, el humor y el romance, pero mencionó que la trama podría volverse demasiado "complicada" y demasiado mansa para su calificación madura. Faye Hopper de Anime News Network declaró que si bien el romance era "lindo", había algunas preocupaciones sobre el humor con respecto a las fantasías explícitas de Kurosawa sobre Adachi. El volumen 2 fue el séptimo manga más vendido en su semana de lanzamiento en Tsutaya.